# 徐山林
徐山林（1935年10月—），男，陕西安康人，中华人民共和国政治人物。

## 生平
早年任中共安康地委副书记兼安康县委书记、安康地区专员、地委书记。1992年，升任陕西省人民政府副省长、中共陕西省委常委，陕西省人大常委会常务副主任。1996年7月，当选为陕西省慈善协会会长。2001年7月，出任陕西省决策咨询委员会主任。
2015年4月，新闻曝光徐山林的夫人墓葬超80平方米，并安置于陕西安康烈士陵园。4月25日，当地纪检监察机关启动追查问责。